# 남대구 나들목
남대구 나들목(S.Daegu IC)은 대구광역시 달서구 월성동, 월암동에 걸쳐 설치된 중부내륙고속도로지선의 6번, 신천대로의 교차로이자 신천대로의 기점이다. 나들목 진출입로는 장동, 본리동, 본동과 접하고 있으며, 인근에 대건중·고등학교, 효성중·여자고등학교, 학산중학교가 있다.
1977년 구마고속도로 개통 당시에는 본리동 방면으로만 연결된 삼거리 형태의 평면교차로로 개통했다. 그러다 2009년 9월 30일 화원옥포 ~ 남대구 구간이 조기 개통했다. 그리고 화원 요금소를 폐쇄하고 화원옥포 요금소 설치와 함께 남대구 나들목 진출입로에 남대구 요금소를 신설했다. 잔여 남대구 ~ 성서 구간도 6개월 당겨 2010년 6월 30일에 개통했다. 그러나 남대구 ~ 서대구 구간이 고속도로와 신천대로로 완전 분리되었다. 이전과는 달리 금호 분기점 방향으로는 고속도로가 직결되지 않고 신천대로를 거친 후, 서대구 나들목을 통하여 고속도로로 진입할 수 있다. 또한, 현풍에서부터 온 경우 고속도로에서 성서나 서대구로 빠져 나가는 차량도 화원옥포 나들목의 이전으로 인해 남대구 나들목을 반드시 이용해야 한다. 이에 따라, 출퇴근 시간 때 남대구 나들목에서 서대구 나들목 구간의 신천대로가 예전보다 더 극심한 혼잡에 빠졌다.

## 역사
- 1977년 12월 16일 : 구마고속도로 내서 ~ 팔달교 구간 개통과 함께 평면 교차로로 통행 개시[1]
- 1991년 8월 21일 : 평면 교차로 개량을 위해 대구직할시 달서구 장기동 ~ 월성동 1.5km 구간 도로구역 변경[2]
- 2005년 11월 14일 : 2007년까지 구마고속도로 왕복 6, 8차로 확장 공사 및 신천대로 4차로 신설 공사로 인해 대구광역시 도시계획시설 교통광장 변경[3]
- 2010년 7월 14일 : 중부내륙고속도로지선 화원 나들목 ~ 성서 나들목 구간 왕복 6, 8차선 확장 개통으로 나들목에 진출입 전용 요금소를 설치하고 통행료 징수 개시

## 구조물 정보
- 위치: 대구광역시 달서구 월성동, 월암동
- 영업소: 대구광역시 달서구 중부내륙지선고속도로 23 (월성동)
- 광주대구고속도로 와 중부내륙고속도로지선 의 대구의 기준점이 바로 이 나들목이다.
- 이 나들목에서 안동 방향으로 진행하면 거리기준 표지판이 금호 분기점으로 바뀌고, 광주/창원(마산) 방향으로 진행하면 각각 광주와 창원으로 표시된다

## 접속하는 도로
- 대구광역시도 제11호선 (신천대로)
- 대구광역시도 제28호선 (성서공단로, 구마로)

## 교통량 정보
| 요금소          | 통행량 (대/일) | 통행량 (대/일) | 통행량 (대/일) | 통행량 (대/일) | 통행량 (대/일) | 통행량 (대/일) | 통행량 (대/일) | 통행량 (대/일) | 통행량 (대/일) | 통행량 (대/일) | 각주  |
| 요금소          | 2001년         | 2002년         | 2003년         | 2004년         | 2005년         | 2006년         | 2007년         | 2008년         | 2009년         | 2010년         | 각주  |
| --------------- | -------------- | -------------- | -------------- | -------------- | -------------- | -------------- | -------------- | -------------- | -------------- | -------------- | ----- |
| 남대구 (폐쇄식) | 미개통         | 미개통         | 미개통         | 미개통         | 미개통         | 미개통         | 미개통         | 미개통         | 미개통         | 24,870         | [ 4 ] |
| 요금소          | 2011년         | 2012년         | 2013년         | 2014년         | 2015년         | 2016년         | 2017년         | 2018년         | 2019년         |                | [ 4 ] |
| 남대구 (폐쇄식) | 25,418         | 25,760         | 27,317         | 27,939         | 26,760         | 28,220         | 29,388         | 30,060         | 31,367         |                | [ 4 ] |